# بغازکوی (آماسیه)
بغازکوی (به ترکی استانبولی: Boğazköy) یک منطقهٔ مسکونی در ترکیه است که در آماسیه واقع شده‌است.